# Syracuse 4A
Syracuse 4A ist ein militärischer Kommunikationssatellit des französischen Verteidigungsministerium.

## Technische Daten
Thales Alenia baute Syracuse 4A auf Basis ihres rein elektrischen Spacebus-Neo-Satellitenbusses. Er besitzt eine Hochleistungs-Ka-Band-Transpondernutzlast, eine geplante Lebensdauer von etwa 15 Jahren und wird durch zwei Solarmodule und Batterien mit Strom versorgt. Er wiegt ca. 3,8 Tonnen.

## Missionsverlauf
Der Start erfolgte am 24. Oktober 2021 auf einer Ariane-5-Trägerrakete vom Raumfahrtzentrum Guayana zusammen mit dem Kommunikationssatelliten SES-17.

## Weblink
- Syracuse 4 auf der Website von cnes (englisch).